# Мотлоуце
Мотлоуце — пересыхающая река в Ботсване, приток Лимпопо. Площадь водосбора составляет 19 053 км².

## Притоки
Основные притоки — реки Туни (пр), Моцематлхокчами, Лепхокве, Самповане (лв), Летлхакане, Седибе (пр), Ицокване (пр), Цесве (лв).

## Населённые пункты
На реке расположены город Селеби-Пхикве и деревни Бобононг, Ммадинаре и Тобане.

## Использование
На реке построено водохранилище Летсибого объёмом 0,125 км³.

### Добыча золота
Примерно с 1200-х годов н. э., во времена Большого Зимбабве, вдоль Мотлоуце велась добыча золота, возобновлённая в 1860 неподалёку от Франсистауна.

### Добыча алмазов
Первыми алмазами, обнаруженными в Ботсване, были три небольших камня, обнаруженных в 1959 году Центральноафриканским Селекционным Фондом на берегу реки Мотлоуце. Группа, обнаружившая алмазы, исследовала реку вплоть до её верховьев, но не обнаружила вероятного источника камней. В 2004 году геолог Леон Дэниелс обнаружил деформацию земной коры, простирающуюся от Булавайо в Зимбабве до юга Ботсваны. Он предположил, что до образования деформации река Мотлоуце могла начинаться гораздо западнее. В конце концов, он нашёл огромное месторождение алмазов.